# Syndroom van Laurence-Moon-Bardet-Biedl
Het syndroom van Laurence-Moon-Bardet-Biedl, dat ook onder een aantal andere volgordes van deze namen bekendstaat is een zeldzame (1:100.000) recessief overervende aandoening die het eerst in 1865 werd beschreven door twee oogartsen, Laurence en Moon. In de jaren 20 van de 20e eeuw beschreven Bardet en Biedl het syndroom onafhankelijk van elkaar opnieuw.
De belangrijkste kenmerken zijn:
- slechtziendheid
- vetzucht
- polydactylie en/of syndactylie
- bij jongens onderontwikkelde genitalia
- vertraagde ontwikkeling, problemen met spraak en coördinatie en vaak ook leermoeilijkheden.

Niet al deze symptomen hoeven tegelijk op te treden. Daarnaast kunnen bij patiënten nog andere afwijkingen voorkomen.

## Oorzaken
Inmiddels zijn 12 genlocaties bekend die een dergelijk beeld kunnen veroorzaken. Genetici gaan ervan uit dat dit syndroom niet op zichzelf staat, maar verband houdt met tal van andere erfelijke syndromen die alle inwerken op trilharen. Ook bij  polycysteuze nieren is dit aan de orde. Merk op dat de staafjes en de kegeltjes in het oog uit verschillende segmenten bestaan, waarbij het lichtgevoelige deel via een cilium of trilhaar verbonden is met de rest van de cel en langs die weg de visuele informatie doorgeeft. Als deze cilia dus problemen ondervinden, geeft dit mogelijk aanleiding tot gezichtsproblemen.